# Котюхов Павло Володимирович
Павло Володимирович Котюхов (1897 — ?) — український радянський діяч, науковий співробітник Всесоюзного науково-дослідного інституту луб'яних культур у місті Глухові Сумської області. Депутат Верховної Ради УРСР 3-го скликання.

## Біографія
Освіта вища.
З 1935 року працював у Всесоюзному науково-дослідному інституті луб'яних культур (місто Глухів) креслярем, конструктором, молодшим науковим співробітником у відділі механізації.
Служив у Червоній армії, учасник німецько-радянської війни. Воював на Сталінградському, Волховському фронтах та на Курській дузі
З 1940-х років — науковий співробітник відділу механізації Всесоюзного науково-дослідного інституту луб'яних культур у місті Глухові Сумської області. 

## Нагороди
- Сталінська премія ІІІ ст. (1950) — за створення простої і складної молотилок для обмолоту коноплі.
- медалі